# Oos (dopływ Murg)
Oos – rzeka przepływającą przez miasto Baden-Baden, dopływ Renu.
Źródło rzeki znajduje się w obszarze przedgórza Schwarzwaldu poniżej 700 m n.p.m., opodal leśnego zajazdu Scherrhof. Wiele małych zazwyczaj bezimiennych strumyków łączy się w tym obszarze w rzekę Oos. Dwa największe potoki noszą nazwę Scherrbach i Kälberwasser. Obszar źródliskowy jest ważnym źródłem wody pitnej magazynowanej w wodnych zbiornikach.
Do połowy XIX wieku, rzeka była podzielona na różne odnogi. 1 sierpnia 1851 po oberwaniu chmury wezbrała większość spokojnych wód. Efektem tego było naniesienie korzeni drzew i części domów które doprowadziły do zniszczenia wielu mostów miasta. Katastrofa była przyczynkiem do regulacji i obwałowania rzeki Oos. Uzyskała w ten sposób jej obecnie istniejące koryto.